# DaQuan Jeffries
DaQuan Marquel Jeffries (Edmond, 30 agosto 1997) è un cestista statunitense.

## Statistiche

### NCAA
| Anno      | Squadra            | PG | PT | MP   | TC%  | 3P%  | TL%  | RP  | AP  | PRP | SP  | PP   |
| --------- | ------------------ | -- | -- | ---- | ---- | ---- | ---- | --- | --- | --- | --- | ---- |
| 2015-2016 | O.R. Golden Eagles | 29 | 7  | 20,3 | 57,4 | 39,3 | 78,3 | 4,4 | 0,8 | 0,6 | 0,6 | 6,7  |
| 2017-2018 | Tulsa G. Hurricane | 25 | 9  | 22,0 | 54,2 | 39,3 | 79,2 | 4,9 | 0,8 | 0,6 | 1,4 | 9,7  |
| 2018-2019 | Tulsa G. Hurricane | 31 | 31 | 28,1 | 50,2 | 36,6 | 75,5 | 5,6 | 1,8 | 1,0 | 1,2 | 13,0 |
| Carriera  | Carriera           | 85 | 47 | 23,6 | 53,0 | 37,7 | 77,0 | 5,0 | 1,2 | 0,8 | 1,1 | 9,9  |

### NBA

#### Regular Season
| Anno      | Squadra           | PG  | PT | MP   | TC%  | 3P%  | TL%  | RP  | AP  | PRP | SP  | PP  |
| --------- | ----------------- | --- | -- | ---- | ---- | ---- | ---- | --- | --- | --- | --- | --- |
| 2019-2020 | Sacramento Kings  | 13  | 0  | 10,9 | 50,0 | 27,8 | 83,3 | 1,4 | 0,5 | 0,3 | 0,1 | 3,8 |
| 2020-2021 | Sacramento Kings  | 18  | 2  | 12,9 | 42,1 | 32,1 | 85,7 | 1,6 | 0,3 | 0,4 | 0,2 | 3,5 |
| 2020-2021 | Houston Rockets   | 13  | 3  | 20,1 | 41,3 | 28,2 | 100  | 3,2 | 1,2 | 0,6 | 0,5 | 4,9 |
| 2021-2022 | Memphis Grizzlies | 3   | 0  | 2,9  | 50,0 | 0,0  | -    | 0,7 | 0,3 | 0,0 | 0,0 | 0,7 |
| 2023-2024 | N.Y. Knicks       | 17  | 0  | 2,7  | 35,3 | 20,0 | 0,0  | 0,3 | 0,3 | 0,0 | 0,1 | 0,8 |
| 2024-2025 | Charlotte Hornets | 47  | 20 | 22,8 | 40,5 | 33,5 | 80,0 | 2,9 | 1,1 | 0,6 | 0,5 | 6,7 |
| Carriera  | Carriera          | 111 | 25 | 15,9 | 41,5 | 31,5 | 78,3 | 2,1 | 0,8 | 0,4 | 0,3 | 4,6 |

#### Playoffs
| Anno     | Squadra     | PG | PT | MP  | TC%  | 3P%  | TL% | RP  | AP  | PRP | SP  | PP  |
| -------- | ----------- | -- | -- | --- | ---- | ---- | --- | --- | --- | --- | --- | --- |
| 2023     | N.Y. Knicks | 2  | 0  | 2,5 | -    | -    | -   | 0,0 | 0,0 | 0,0 | 0,0 | 0,0 |
| 2024     | N.Y. Knicks | 4  | 0  | 5,0 | 37,5 | 40,0 | -   | 1,0 | 0,0 | 0,3 | 0,0 | 2,0 |
| Carriera | Carriera    | 6  | 0  | 4,2 | 37,5 | 40,0 | -   | 0,7 | 0,0 | 0,2 | 0,0 | 1,3 |

### NBA G-League
| Anno      | Squadra        | PG  | PT | MP   | TC%  | 3P%  | TL%  | RP  | AP  | PRP | SP  | PP   |
| --------- | -------------- | --- | -- | ---- | ---- | ---- | ---- | --- | --- | --- | --- | ---- |
| 2019-2020 | Stockton Kings | 27  | 22 | 31,0 | 46,1 | 34,2 | 70,5 | 6,9 | 1,9 | 1,2 | 0,8 | 16,6 |
| 2021-2022 | C.P. Skyhawks  | 24  | 17 | 26,1 | 48,7 | 39,2 | 96,3 | 3,5 | 1,8 | 1,0 | 0,6 | 14,7 |
| 2022-2023 | Westch. Knicks | 36  | 35 | 33,2 | 48,7 | 34,6 | 70,9 | 6,3 | 2,6 | 1,7 | 1,2 | 19,9 |
| 2023-2024 | Westch. Knicks | 16  | 14 | 35,3 | 48,9 | 39,8 | 75,0 | 6,1 | 2,7 | 0,3 | 0,9 | 23,0 |
| Carriera  | Carriera       | 103 | 88 | 31,3 | 48,1 | 36,3 | 75,1 | 5,8 | 2,2 | 1,2 | 0,9 | 18,3 |